# Wissenssoziologische Diskursanalyse
Die Wissenssoziologische Diskursanalyse (WDA) ist eine von dem Soziologen Reiner Keller entwickelte Perspektive sozialwissenschaftlicher Diskursforschung zur Analyse gesellschaftlicher Wissensverhältnisse und Wissenspolitiken. Die WDA hat ihren Ausgangspunkt in der Wissenssoziologie von Peter L. Berger und Thomas Luckmann, die in ihrem Mitte der 1960er Jahre gemeinsam verfassten Buch „Die gesellschaftliche Konstruktion der Wirklichkeit“ die Prozesse der gesellschaftlichen Konstruktion des jedermann zugänglichen Alltagswissens untersuchen, womit sie in Deutschland einen großen Einfluss auf die Entwicklung der hermeneutischen Wissenssoziologie ausübten. Diesen Ansatz verbindet Keller mit der Diskurstheorie des französischen Philosophen und Historikers Michel Foucault, dessen Arbeiten maßgeblich für die heutige Prominenz des Diskursbegriffs in den Sozialwissenschaften sorgten und die zahlreiche diskursanalytische Ansätze in anderen wissenschaftlichen Disziplinen inspirierten. Indem die WDA beide Theorietraditionen kombiniert, stellt sie ein umfangreiches Forschungsprogramm zur Analyse gesellschaftlicher Praktiken und Prozesse der kommunikativen Konstruktion, Transformation und Stabilisierung symbolischer Ordnungen mitsamt ihren Folgen sowohl auf individueller als auch auf institutioneller Ebene dar. Als umfassende Analyseperspektive wird die WDA inzwischen stark rezipiert und auch in über den engeren Bereich der Sozialwissenschaften hinausgehenden wissenschaftlichen Disziplinen angewandt (so z. B. in der Archäologie, der Japanologie, der Kriminologie oder in den Sprachwissenschaften). So sind auf der Grundlage der Wissenssoziologischen Diskursanalyse in den letzten Jahren zahlreiche empirische Studien entstanden. Unter der Bezeichnung 'Sociology of Knowledge Approach to Discourse (SKAD)' findet die WDA zunehmend auch im englischsprachigen Raum Beachtung.

## Theoretische Grundlagen der Wissenssoziologischen Diskursanalyse
Reiner Keller betrachtet die Wissenssoziologische Diskursanalyse als eine Forschungsperspektive, die zwischen grundlegenden Annahmen der in der Tradition Berger/Luckmanns stehenden hermeneutischen Wissenssoziologie und den diskurstheoretischen Überlegungen Michel Foucaults vermittelt, um so eine soziologische Analyse von Wissensprozessen oberhalb der Ebene von sozialen Akteuren zu ermöglichen. Kellers zentrales Argument ist hier, dass sich die in der WDA zusammengeführten Theorieansätze ergänzen: Während sich die (deutschsprachige) Wissenssoziologie lange Zeit vor allem mit Analysen zur Genese, Verteilung und Institutionalisierung von Wissen auf der sozialen Mikroebene befasste und dabei die makrosozialen Kontexte dieser Prozesse aus dem Blick verlor, liefern die diskurstheoretischen Arbeiten Michel Foucaults Hinweise auf die institutionellen Mechanismen der Wissensproduktion und Wissenszirkulation, ohne jedoch die konstitutive Rolle der sozialen Akteure konsequent zu reflektieren.
"Die Orientierung an Foucault [...] kann also helfen, den mikrosoziologisch-situativen Bias des interpretativen Paradigmas zu korrigieren und eine breitere Analyseperspektive einzunehmen, die gesellschaftliche und historische Kontexte berücksichtigt"
Vermittlungspotentiale zwischen den beiden Ansätzen finden sich insbesondere in der Tradition des symbolischen Interaktionismus, in dessen wissenssoziologisch-diskurstheoretischen Karriereuntersuchungen Keller zufolge die Beziehung zwischen beiden Theoriesträngen jedoch nicht konsequent entfaltet wird. Somit bietet die WDA die Möglichkeit, unterschiedliche Dimensionen gesellschaftlicher Wissensprozesse zu rekonstruieren und zu analysieren. Damit wird es möglich, sowohl die verschiedenen Felder der Bedeutungsproduktion und Handlungspraktiken mitsamt ihren gesellschaftlichen Folgen zu untersuchen als auch ihre jeweiligen institutionellen und materiellen Kontexte in den Blick zu nehmen. Die Verankerung des Foucaultschen Diskurskonzeptes in der Wissenssoziologie hat Keller zufolge zwei Vorteile: Einerseits eröffnen sich auf diesem Weg für die Hermeneutische Wissenssoziologie neue Perspektiven und Gegenstandsbereiche. Zum anderen bietet sich für die Diskursforschung durch die Anknüpfung an die im interpretativen Paradigma entwickelten Methoden ein Zugang zur qualitativen Sozialforschung.
Aus der Perspektive der Wissenssoziologischen Diskursanalyse lässt sich bspw. analysieren, wie in öffentlichen Diskursen (z. B. Medien) und in Spezialdiskursen (z. B. in bestimmten Wissenschaften) das Wissen über „Umweltbewusstsein“ produziert wird und welche Folgen dies für die gesellschaftlichen Akteure hat, die sich als „umweltbewusste“ Individuen begreifen. Die Wissenssoziologische Diskursanalyse geht davon aus, dass die diskursiv erzeugten Wahrheiten („Umweltbewusstsein“) jedoch keineswegs eine vollständig determinierende Wirkung auf die („umweltbewussten“) Individuen haben, vielmehr eignen sich die Subjekte die an sie herangetragenen Wahrheiten mehr oder weniger eigensinnig an und gehen kreativ und auch widerständig mit den diskursiven Vorgaben um, womit nicht zuletzt auch Rückwirkungen auf die diskursive Ebene entstehen.

## Forschungspraxis
Mit der Verankerung der Wissenssoziologischen Diskursanalyse in der qualitativen Sozialforschung besteht die Möglichkeit, das breite und bewährte Arsenal der empirischen Forschungsmethoden zu nutzen, um zu gesicherten Erkenntnissen über die jeweiligen Untersuchungsgegenstände zu gelangen. Ein weiterer Vorteil der Konzeption der WDA als Forschungsprogramm besteht darin, keinem starren oder dogmatischen System von theoretischen Vorgaben folgen zu müssen, vielmehr besteht die Möglichkeit, im Sinne der eigenen Forschungsfragen Modifikationen und Erweiterungen vorzunehmen. Damit ist sicherlich auch die Attraktivität und die Verwendung des Forschungsprogramms bei sehr unterschiedlichen Untersuchungsgegenständen zu erklären – das Spektrum reicht dabei über die Forschungsarbeit zu  Geschlechterdispositiven in der Schule (Jäckle 2008), die an der sozialwissenschaftlichen Problemforschung orientierte Untersuchung von ‘Satanismus’ (Schmied-Knittel 2008) und die Analyse der kulturellen Einbettung von Deutungsmustern sozialer Bewegungen (Ullrich 2008, 2013) bis hin zu konversationsanalytisch inspirierten Analysen von Bewerbungsdiskursen und -gesprächen (Truschkat 2008).

## Anwendungen der WDA (Auswahl)
- Sebastian Bechmann: Gesundheitssemantiken der Moderne. Eine Diskursanalyse der Debatten über die Reform der Krankenversicherung. Berlin 2007.
- Claudia Brunner: Wissensobjekt Selbstmordattentat. Epistemische Gewalt und okzidentalistische Selbstvergewisserung in der Terrorismusforschung. Wiesbaden 2011.
- Gabriele Christmann: Dresdens Glanz, Stolz der Dresdner. Lokale Kommunikation, Stadtkultur und städtische Identität. Wiesbaden 2011.
- Monika Jäckle: Schule als Geschlechterdispositiv. Eine Auseinandersetzung mit Schule und Geschlecht aus diskurstheoretischer Perspektive. Wiesbaden 2008.
- Reiner Keller: Müll – Die gesellschaftliche Konstruktion des Wertvollen. Die öffentliche Diskussion über Abfall in Deutschland und Frankreich. 2. Auflage Wiesbaden 2009.
- Ina Schmied-Knittel: Satanismus und ritueller Missbrauch – eine wissenssoziologische Diskursanalyse. Würzburg 2008.
- Inga Truschkat: Kompetenzdiskurse und Bewerbungsgespräche. Eine Dispositivanalyse (neuer) Rationalitäten sozialer Differenzierung. Wiesbaden 2008.
- Anne-Christine Kunstmann: Familiale Verbundenheit und Gerechtigkeit. Fehlende Perspektiven auf die Pflege von Angehörigen-Eine Diskursanalyse. Wiesbaden 2010.
- Peter Ullrich: Die Linke, Israel und Palästina. Nahostdiskurse in Großbritannien und Deutschland. Berlin 2008.
- Peter Ullrich: Deutsche, Linke und der Nahostkonflikt. Politik im Antisemitismus- und Erinnerungsdiskurs, Göttingen 2013.
- Rixta Wundrak: Die chinesische Community in Bukarest. Eine rekonstruktive, diskursanalytische Fallstudie über Immigration und Transnationalismus. Wiesbaden 2010.
- Christina Zimmermann: Familie als Konfliktfeld im amerikanischen Kulturkampf. Eine Diskursanalyse. Wiesbaden 2009.
- Oliver Geden: Diskursstrategien im Rechtspopulismus. Freiheitliche Partei Österreichs und Schweizerische Volkspartei zwischen Opposition und Regierungsbeteiligung. Wiesbaden 2006